# Abbigliamento nell'antico Egitto

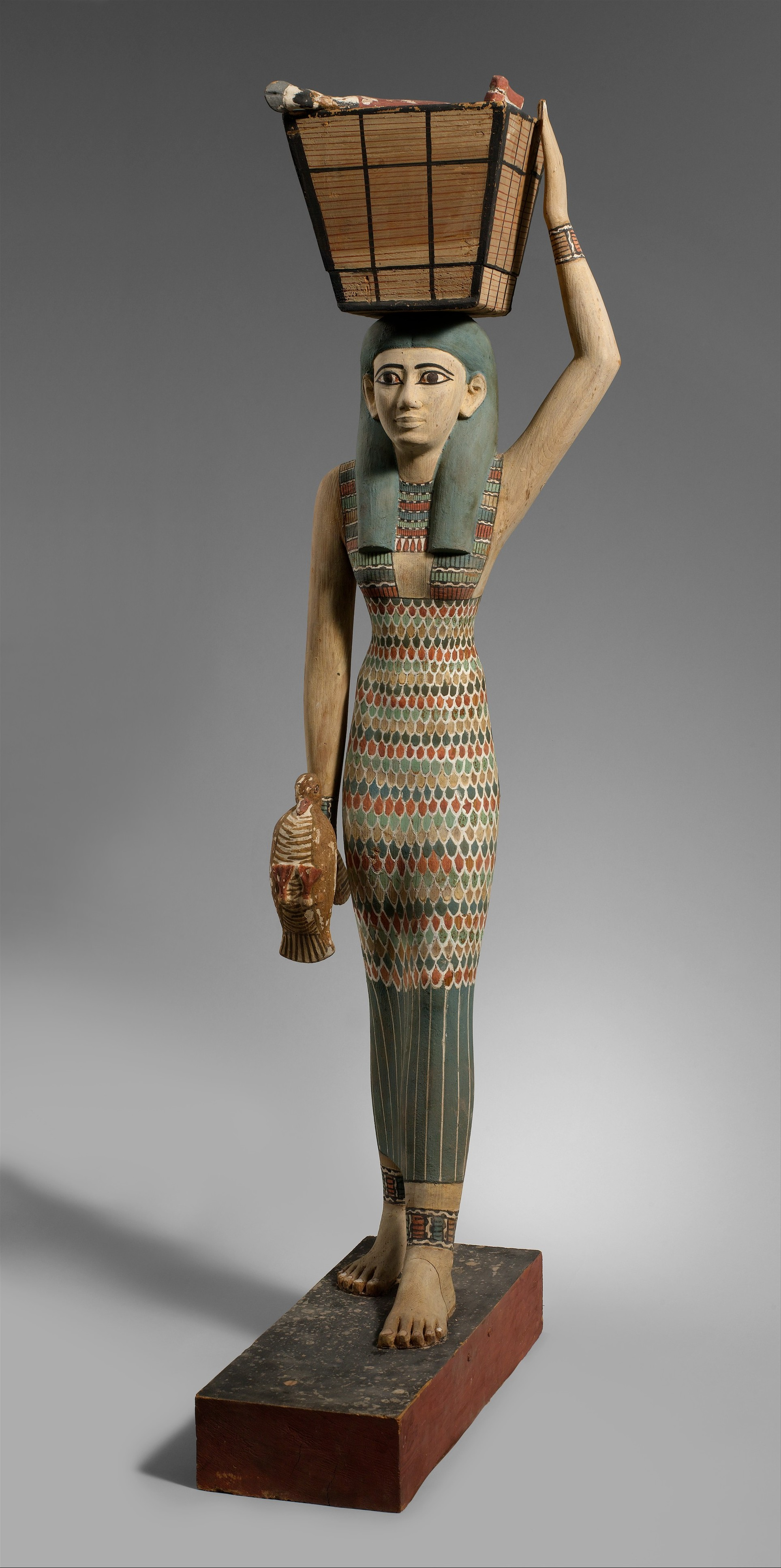
Portatrice di offerte. Esempio di abito aderente con spalline. Medio Regno, circa 1981–1975 a.C. Metropolitan Museum of Art di New York.

L'abbigliamento nell'antico Egitto era vario e alcuni indumenti sono comuni a entrambi i sessi come tuniche e vesti. Gli uomini indossano un perizoma, il chendjit, una sciarpa avvolta intorno ai lombi e tenuta in vita da una cintura; in seguito, intorno al 1425/1405 a.C., una tunica leggera o camicia con le maniche oltre alla sottoveste plissettata.
L'abito femminile rimane permanente e immutato per diversi millenni, modificato solo in pochi dettagli. Vestito drappeggiato, la varietà di avvolgimento è molto ampia, a volte dà l'impressione di costituire vestiti diversi. Si tratta infatti di un haik, mussola spesso finissima.

## Elementi dell'abito egizio

Figura con abbigliamento femminile, alveo del sarcofago di Mentuirdis. Periodo tardo dell'Egitto, tra il 722 e il 525 a.C. Museo Egizio di Torino.

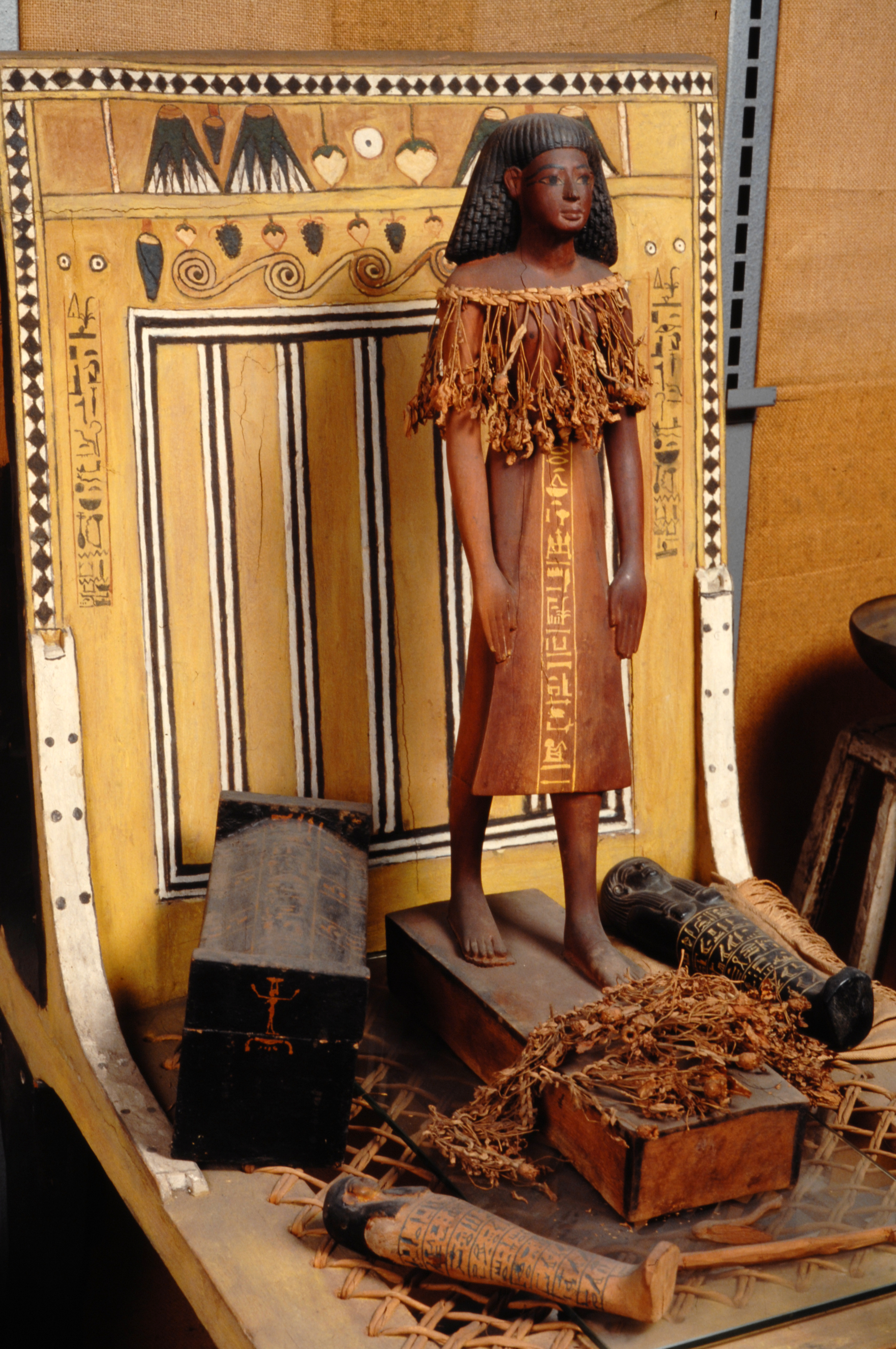
Statuetta del capo architetto Kha. Dalla tomba TT8. Nuovo Regno, tra il 1425 e il 1353 a.C. (Museo Egizio di Torino).

L'indumento, spesso aderente e trasparente, non aveva la funzione di nascondere il corpo ma di proteggerlo dal sole o dalle punture di insetti. Così l'arte egizia rappresenta abiti molto attillati, sia che siano sospesi tramite cinghie sia arrotolati, cioè drappeggiati, mentre sono sciolti e consentono una grande libertà di movimento. L'abito era piuttosto stretto, persino molto aderente, una sorta di semplice camice di lino bianco o ecrù tra le donne di basso rango; come una guaina iniziava sotto il petto nelle classi superiori, trattenuto da spalline legate sulle spalle, talvolta abbastanza larghe da coprire il seno. Gli abiti erano tinti e dipinti, decorati con diversi motivi, imitando ad esempio piumaggi come le ali di Iside.
L'abito reale è particolare e ben documentato, così come i copricapi e le corone dei faraoni.
Contadini, operai e persone di modeste condizioni indossano il perizoma chendjit e, per proteggersi dal sole, un semplice copricapo, un quadrato di tessuto spesso rigato chiamato klaft: questi due elementi sono indossati anche da uomini di ogni condizione. Solo le persone di condizione agiata sono più abbigliate, più per ragioni di prestigio che climatiche. Le scarpe sono le stesse per entrambi i sessi: sandali di cuoio intrecciato, o, particolarmente per la classe sacerdotale, di papiro. Infatti nell'antico Egitto, a parte il pardalide (pelle di leopardo, attributo tradizionale del costume sacerdotale dei sacerdoti), i materiali di origine animale erano considerati impuri ed erano oggetto di tabù, essendo poco usati per i soprabiti e proibiti nei templi e santuari. Di conseguenza, il lino è il tessuto più utilizzato; la lana è nota, ma di uso più raro di quanto il clima richieda.

Statuetta di donna con parte del tessuto che l'avvolgeva. Da Asyūṭ Primo periodo intermedio, tra il 2118 e il 1980 a.C. (Museo Egizio di Torino).
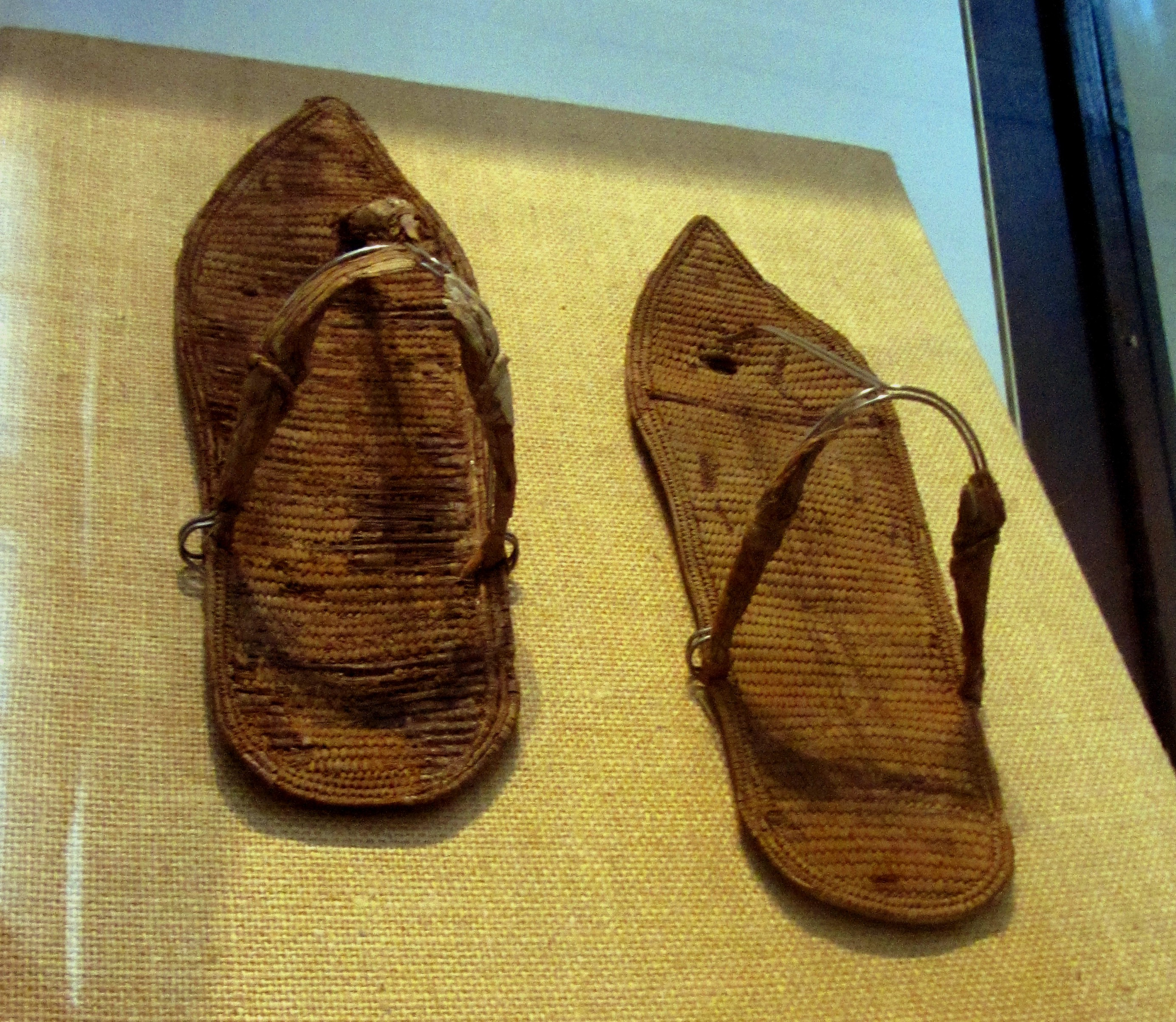
Tipologia di sandalo infradito. Museo Egizio di Torino.
Dettaglio del gonnellino di Kha. Dalla tomba Tomba di Kha e Merit (TT8). Nuovo Regno, tra il 1425 e il 1353 a.C. (Museo Egizio di Torino). Gli egizi talvolta indossavano, davanti al gonnellino, una sorta di grembiule-pendaglio a triangolo o trapezio, inamidato o irrigidito con fili metallici.
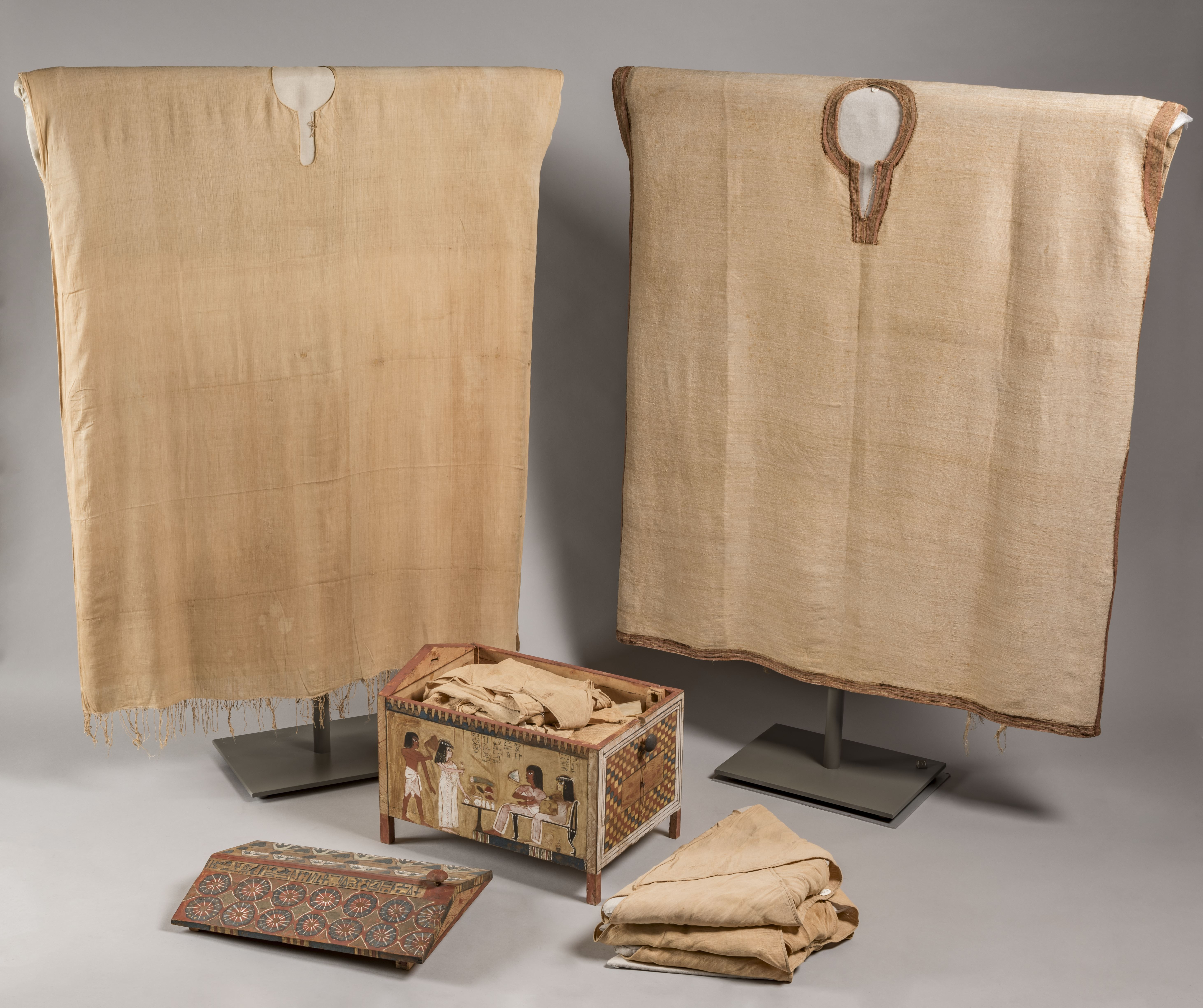
Due tuniche (quella di destra con i bordi policromi) e un piccolo baule di abiti, dalla tomba Tomba di Kha e Merit (TT8). Nuovo Regno, tra il 1425 e il 1353 a.C. (Museo Egizio di Torino).
Statua acefala del generale Petimuthes in "abito persiano", Epoca Tolemaica, tra il 107 e il 88 a.C., proveniente da Tebe. Museo Egizio di Torino.
Berretto conico a rete per i capelli. Egitto bizantino, tra il 400 e il 642. Museo Egizio di Torino.

## Ornamenti

Una giovane coppia di egizi, ritratta in un dipinto della Cappella di Maia (Nuovo Regno, tra il 1353 e il 1292 a.C.). Si notano i leggeri abiti plissettati, le ricche collane e il cono profumato sopra le parrucche (Museo Egizio di Torino).

Le parrucche, comuni a entrambi i sessi, sono gli ornamenti del capo delle classi agiate. Realizzate in vero pelo e crine di cavallo, incorporano altri elementi ornamentali. Le donne egizie sono talvolta raffigurate con un cono di burro profumato sulla parrucca.
Le teste maschili sono rasate, fatta eccezione per la ciocca infantile che i giovani conservavano fino alla pubertà (questa caratteristica è comune alla civiltà cretese come testimoniano gli affreschi minoici). I ricchi egizi praticavano abitualmente la depilazione: si presume che questo rappresenterebbe l'umanità in contrapposizione all'animalità simboleggiata dai capelli, ma ciò non esclude che sia anche una pratica igienica per combattere i pidocchi e altri parassiti. I sacerdoti si strappavano persino le ciglia e le sopracciglia, che altre persone tenevano.
Le pietre più utilizzate sono, oltre al lapislazzuli, la corniola e il turchese. Sono presenti anche ambra fossile di Akkar in Libano e avorio di elefante africano. La provenienza di questi materiali dimostra il commercio con il Medio Oriente, l'Asia meridionale e l'Africa subsahariana. Una creazione particolare nell'antico Egitto è la gorgiera, un assemblaggio di dischi metallici indossati direttamente sulla pelle, sul busto o su una camicia, e legati dietro. I gioielli sono costituiti da perline semplici nelle classi popolari. Gioielli e bracciali sono pesanti e abbastanza ingombranti ma in media gli umani dell'antichità, non avendo assistenza motorizzata e vivendo più fuori e in piedi che seduti e dentro, erano più muscolosi di quelli dell'epoca moderna, come testimoniano i loro resti. I tatuaggi sono rari, con vocazione di amuleti e segnano l'appartenenza a confraternite professionali o di altra natura (marinai).

Parrucca di Merit, da tomba TT8. Nuovo Regno, tra il 1425 e il 1353 a.C., Museo Egizio di Torino
Coppia di bracciali, faience egizia, da tomba TT8. Nuovo Regno, tra il 1425 e il 1353 a.C., Museo Egizio di Torino
Amuleto raffigurante il bambino regale, diaspro. Nuovo Regno, tra il 1540 e il 1076 a.C., Museo Egizio di Torino
Amuleto raffigurante il dio Api, faience egizia verde. Periodo tardo dell'Egitto, tra il 722 e il 332 a.C., Museo Egizio di Torino

## Cosmetici
La pratica dell'imbalsamazione ha consentito molto presto lo sviluppo della cosmesi e della profumeria. I profumi d'Egitto, gli oli profumati, sono i più numerosi, i più costosi e i più ricercati nell'antichità, che ne faceva grande uso. Gli egizi sono il popolo antico che pratica maggiormente l'arte della cosmesi, nessun altro popolo l'amava così tanto. Anche le unghie e le mani sono dipinte con l'henné.
Il kohl, utilizzato per enfatizzare gli occhi con il nero, è ottenuto dalla galena. L'ombretto è fatto di malachite frantumata, il rossetto è ocra, prodotti mescolati con grasso animale per renderli compatti e conservarli.

Tavolozza da cosmesi, in calcare. Periodo predinastico dell'Egitto / Naqada II / Naqada III, tra il 3500 e il 3200 a.C. Museo Egizio, Torino.
Tavolozza da cosmesi, in grovacca a forma di pesce. Periodo predinastico dell'Egitto / Naqada II, tra il 3700 e il 3300 a.C. Museo Egizio, Torino.
Cofanetto per il trucco del Nuovo Regno egizio circa 1400 a.C., con tubetto e applicatore per khol, accessori e vasetti per unguenti e profumi